# Empoasca antioquinae
Empoasca antioquinae är en insektsart som beskrevs av Ruppel och Delong 1956. Empoasca antioquinae ingår i släktet Empoasca och familjen dvärgstritar. Inga underarter finns listade i Catalogue of Life.